# Selmont-West Selmont (Alabama)
Selmont-West Selmont es un lugar designado por el censo ubicado en el condado de Dallas en el estado estadounidense de Alabama. En el año 2000 tenía una población de 3502 habitantes y una densidad poblacional de 407,21 personas por km².

## Demografía
En el 2000 la renta per cápita promedia del hogar era de $11,591, y el ingreso promedio para una familia era de $15,000. El ingreso per cápita para la localidad era de $9,602. Los hombres tenían un ingreso per cápita de $27,000 contra $17,786 para las mujeres.

## Geografía
Selmont-West Selmont se encuentra ubicado en las coordenadas 32°22′42″N 87°0′23″O / 32.37833, -87.00639. Según la Oficina del Censo, la localidad tiene un área total de 8,6 km² (3,3 mi²).